# The Undefeated (1969)
The Undefeated is een Amerikaanse western uit 1969, geregisseerd door Andrew V. McLaglen met in de hoofdrollen John Wayne en Rock Hudson.

## Verhaal
Na de Amerikaanse Burgeroorlog proberen ex-Union Colonel John Henry Thomas (John Wayne) en ex-Confederate Colonel James Langdon (Rock Hudson) Mexico te bereiken. De groep van Thomas wil er een kudde paarden verkopen, terwijl de groep van Langdon er een nieuw leven wil starten. De twee voormalige vijanden moeten de krachten bundelen, wanneer hun familie en vrienden vermoord dreigen te worden door revolutionairen en criminelen. 

## Cast
| Acteur              | Personage          |
| ------------------- | ------------------ |
| John Wayne          | John Henry Thomas  |
| Rock Hudson         | James Langdon      |
| Roman Gabriel       | Blue Boy           |
| Antonio Aguilar     | Rojas              |
| Lee Meriwether      | Margaret Langdon   |
| Melissa S. Newman   | Charlotte Langdon  |
| Marian McCargo      | Ann Langdon        |
| Merlin Olsen        | Little George      |
| Bruce Cabot         | Jeff Newby         |
| Jan-Michael Vincent | Bubba Wilkes       |
| Ben Johnson         | Shortgrub          |
| Edward Faulkner     | Capt. Anderson     |
| Harry Carey, Jr.    | Soloman Webster    |
| Paul Fix            | Joe Masters        |
| Royal Dano          | Confederate majoor |
| Richard Mulligan    | Dan Morse          |
| John Agar           | Christian          |
| Dub Taylor          | Mr. McCartney      |